# Salford
Salford es una ciudad del distrito de Salford, en el condado de Gran Mánchester (Inglaterra) Reino Unido. Según el censo de 2011, Salford tenía 103.886 habitantes, mientras que el municipio metropolitano de Salford tenía 233.933 habitantes. Está listado en el Domesday Book con el nombre de "St. Salford".
El conjunto «Manchester y Salford» fue temporalmente, entre 1996 y 2012, uno de los bienes de la Lista Indicativa de Reino Unido por el rico patrimonio de la Revolución Industrial, incluyendo Ancoats, Castlefield y Worsley.